# Lupin the IIIrd - The Movie - La stirpe immortale
Lupin the IIIrd - The Movie - La stirpe immortale (LUPIN THE IIIRD THE MOVIE 不死身の血族?, Lupin the IIIRD The Movie: Fujimi no Ketsuzoku), è un film d'animazione del 2025 diretto da Takeshi Koike.
La pellicola ha come protagonista Lupin III, il celebre ladro creato da Monkey Punch, ed è l'ultimo capitolo dell'universo narrativo creato da Koike.

## Produzione
Il film insieme allo staff è stato annunciato il 29 novembre 2024. La pellicola è la prima della saga realizzato con animazione tradizionale in 2D dall'uscita di Lupin - Trappola mortale del 1996 ed è un'opera completamente originale, ambientata nell'universo di Koike. Il titolo del film e la data di uscita giapponese sono stati annunciati il 4 aprile 2025.

## Prequel
L'1 maggio 2025 TMS ha annunciato l'uscita di un mediometraggio prequel al film, intitolato Lupin the IIIrd: Zenigata e i due Lupin (LUPIN THE IIIRD 銭形と2人のルパン?, Lupin the IIIrd: Zenigata to Futari no Lupin). Il film è uscito in streaming in Giappone il 20 giugno.